# Нижнє Провалля
Ни́жнє Прова́лля (рос. Нижнее Провалье) — річка на сході України та півдні Росії, права притока Великої Кам'янки басейну Сіверського Дінця.

## Течія
Річка бере початок на північно-західній околиці міста Гуково Ростовської області Росії. Загальний напрям течії — північ та північний схід. Верхньою та середньою течією протікає територією Росії; нижня течія знаходиться в межах Краснодонського району Луганської області України — це майже 8 км. Впадає до Великої Кам'янки на території села Верхньогерасимівка.

## Морфометрія
Живлення переважно снігове та дощове. Водний режим представлений весняними повенями та літньо-осінньою меженню. Іноді при затяжних осінніх дощах рівень значно підвищується. Льодостав триває від кінця листопада до середини березня. Використовують для зрошування та господарського водопостачання. Глибина річки становить 15-57 см, ширина русла сягає 3-5 м, по течії зустрічаються кам'янисті перекати.

## Населені пункти
Над річкою розташовані такі населені пункти:

### Росія
- Гуковський міський округ — місто Гуково
- Красносулінський район — хутір Платово, хутір Верхня Ковальовка, хутір Нижня Ковальовка
- Кам'янський район — хутір Аникін, хутір Плешаков

### Україна
- Краснодонський район — село Микишівка, село Верхньогарасимівка.